# Backlot

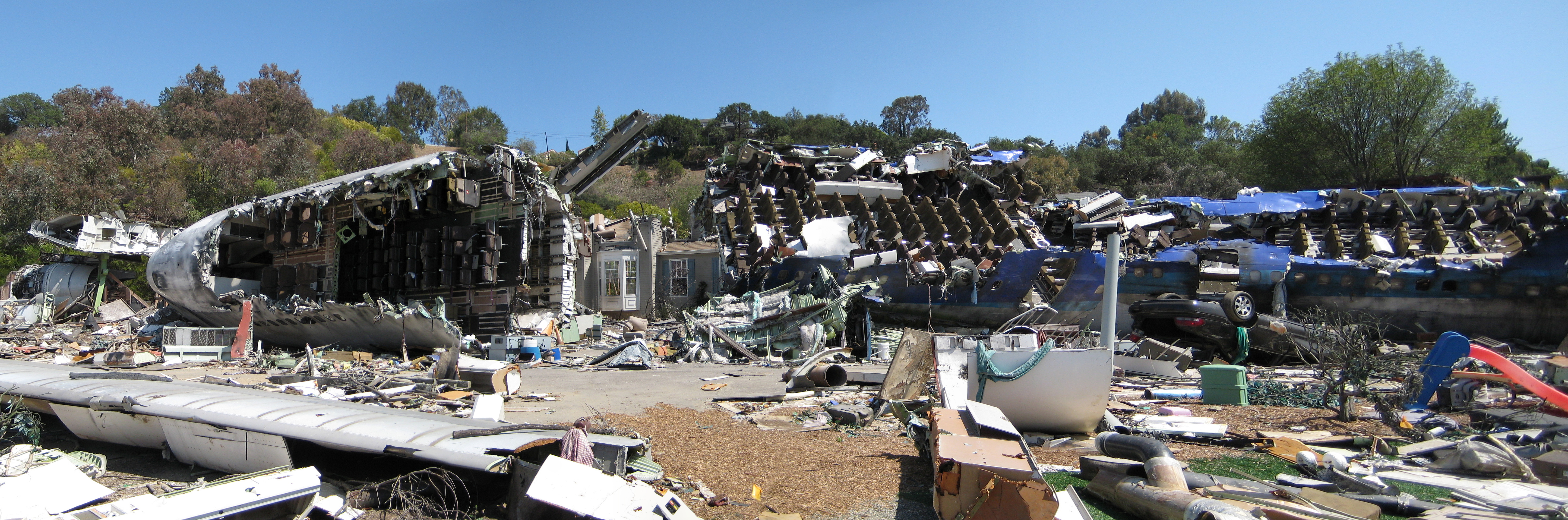
Set van War of the Worlds op een backlot van Universal Studios Hollywood.

Een backlot is een gebied achter of naast een filmstudio waar buitenscènes opgenomen worden en waar tijdelijke sets gebouwd kunnen worden. Sommige studio's bouwen verschillende soorten sets op hun backlots, die aangepast kunnen worden aan de noden van individuele films. Dat kan variëren van bergen, meren, bossen en schepen tot hele dorpen, of straten uit het Wilde Westen of uit de grote moderne steden. Wanneer men huizen bouwt op een backlot, gaat het meestal slechts om façades, die van achteren niet afgewerkt zijn. Interieurs worden ook niet uitgewerkt. Soms hebben de gebouwen wel vier muren en dan worden die ruimtes meestal gebruikt als opslag.